# 조선의 문학
이 문서는 조선의 언어학과 문학에 대해 설명한 글이다.

## 개설
조선시대의 문학(文學)은 한국 문학사상 중요한 위치를 차지하고 있다. 세종대왕이 훈민정음(訓民正音)을 창제한 뒤로는 문학에도 획기적인 변천을 가져와서 종래에는 한문 내지는 이두(吏讀)로만 표현되었던 문학에서 점차로 그 내용과 형식을 갖춘 진정한 국문학이 성장할 터전이 마련되었다.
그러나 오랜 기간을 통하여 한자 사용에 익숙해졌으며 또 모화사상(慕華思想)에 깊이 젖은 당시의 지식층은 여전히 한문학을 존중하여 국문학과 한문학은 조선 후기까지 나란히 이어 내려오게 되었다.
먼저 국문학 계통으로는, 조선 초기에 건국의 창업을 찬양한 노래로서 정도전(鄭道傳)의 〈신도가(新都歌)〉, 권근(權近)의 〈상대별곡(霜臺別曲)〉, 변계량(卞季良)의 〈화산별곡(華山別曲)〉 등과 세종 때의 〈용비어천가〉가 있으며, 또한 고려 때 발생한 시조 문학은 조선에 들어와서 크게 발전되어 국문학의 수준을 향상시켰다. 작가 층은 광범위하여 국왕에서 일반 평민·기녀(妓女)에 이르기까지 각계각층의 사람들이 그들의 생활이나 정서, 또는 당시의 세태를 절실히 묘사해 낼 수가 있었다. 조선 후기에는 이와 같이해서 발표된 작품들을 수록하기 위해 《청구영언(靑丘永言)》, 《해동가요(海東歌謠)》, 《가곡원류(歌曲源流)》 등의 시조집이 편집 간행되었는데, 시조 문학의 대표적인 작가로는 윤선도(尹善道)·정철(鄭撤)·황진이(黃眞伊) 등을 들 수 있다. 이는 성종 때 정극인(丁克仁)이 지은 《상춘곡》이 그 최초의 작품이며, 선조 때 정철(鄭撤)이 크게 발전시켜 조선 말엽까지 많은 작가와 작품을 내었다.
소설은 고려 이래의 패관문학(稗官文學)에서 발달하여 이루어졌다. 그 중에서도 초기에 김시습의 명나라 구우(瞿佑)의  〈전등신화〉를 모방하여 지었다는 〈금오신화〉는 한문으로 쓰였긴 하지만 한국 소설문학의 선구가 되었다. 그 뒤 광해군 때에 허균(許均)이 당시의 사회 상태를 묘사한 《홍길동전(洪吉童傳)》을 발표함으로써 조선의 소설문학은 어느 정도 확립되는 감을 주었으며, 숙종 때 김만중의 《구운몽》, 《사씨남정기》는 소설문학의 수준을 한층 더 높인 작품들이었다. 특히 김만중은 국문학의 가치를 높이 평가하고, 제 나라 글로 쓴 작품이 아니면 참다운 문학이 될 수 없다는 작가 의식을 가지고 있었다. 이 뒤를 이어 영조·정조 시대를 중심으로 평민문학이 대두되면서 소설문학의 황금시대를 이루어 《장화홍련전》, 《심청전》, 《흥부전》, 《춘향전》 등을 비롯하여 무수한 작품들이 쏟아져 나왔다.
그러나 한말에는 갑오경장 이후의 개화시대를 배경으로 하여 고대 소설 대신에 신소설이 출현하게 되었는데, 대개가 계몽적인 내용으로 쓰여 있는 것이 특색이다. 이인직(李人稙)·이해조(李海朝) 등은 그 대표적인 작가였다. 한편 한문학은 조선 이전부터 이미 난숙하였는데, 조선시대에 들어와서도 여전히 번성하여 많은 작품이 나왔다. 그 중에서도 《호질(虎叱)》, 《허생전》, 《양반전》 등 박지원이 지은 일련의 작품들은 당시 사회의 어두운 이면을 여지없이 풍자 폭로한 것으로 귀중한 문학적 가치를 지니고 있다.

## 조선 초기
조선 초기 시조 작품 중에는 맹사성(孟思誠)의 〈강호사시가(江湖四時歌)〉처럼 안정기의 정서를 담은 것도 있고, 성삼문의 시조처럼 충절을 노래한 것도 있으나, 어느 것이든 퇴영적인 작품은 보기 어렵다.
조선 초기 문학에서 또 하나 특기할 것은 잡기 혹은 패설(稗說) 작품이 많이 창작된 것이다. 일정한 격식이 없이 보고 들은 것을 기록한 대표적 패설작품으로는 서거정의 《필원잡기(筆苑雜記)》와 《동인시화(東人詩話)》, 성현(成俔)의 《용재총화(慵齋叢話)》, 남효온(南孝溫)의 《추강냉화(秋江冷話)》, 강희맹의 《촌담해이(村談解頤)》, 이륙(李陸)의 《청파극담(靑坡劇談)》, 조신(曺伸)의 《소문쇄록(謏聞瑣錄)》 등이 있다.
이 책들에 실린 내용은 위로 조정 관리들의 기행(奇行)으로부터 일반 평민이나 노비에 이르기까지 각계각층 사람들의 생활풍속과 생활감정 그리고 역사의식을 보여주는 것이 많으며, 불의를 폭로하고 풍자하는 내용도 적지 않다. 따라서 이것들은 모두 벼슬아치의 손으로 쓰인 것이지만 당시의 서민사회와 서민문화를 이해하려는 노력의 반영이라 할 수 있다.
패설문학은 구전(口傳)자료를 많이 참고하여 쓰인 것으로 소설적인 요소를 포함한다. 조선 초기에는 패설문학이 발전함에 따라, 구전자료에다 허구적 요소를 더욱 가미한 소설도 창작되었다. 세조 때 김시습(金時習)이 지은 《금오신화(金鰲新話)》에 실린 작품은 그 대표적인 것이다. 여기에는 평양·개성·경주 등 유서 깊은 고도(古都)를 배경으로 하여 남녀간의 애정을 주제로 다루면서, 한편으로는 불의를 비판하고 다른 한편으로는 민중 속에 전승되어 내려온 고유의 생활감정과 낭만적인 역사의식이 묘사되고 있다.

## 조선 중기
16세기에는 문학창작 활동이 향촌 지식인에까지 확대되고, 향촌 아동들에 대한 교육이 강화되는 추세에 따라 어학에서도 새로운 진전이 있었다.
중종 때 역관(譯官) 출신 학자인 최세진(崔世珍)은 중국어와 이문(吏文, 외교문서용 한문)에 능통하여 어린이들의 한자 학습 교재로 《훈몽자회》(1527년)를 써서 당시 통용되던 한자의 음(音)과 뜻을 우리말로 기록했다. 그 전에는 《천자문》과 《유합(類合)》을 통해 한자를 배웠는데, 내용이 너무 어렵고 추상적인 것이 많아 일상생활 주변의 글자 3,360자를 새로 뽑아 싣고, 범례에서 국문자에 대한 설명을 실어 훈민정음을 보급하는 데 크게 기여하였다. 그는 또 외교문서 작성 참고서로서 《이문집람(吏文輯覽)》을 썼고, 몽골어 학습 교재로서 《노걸대》, 중국어 학습 교재로서 《박통사(朴通事)》 등을 우리말로 번역했다. 이 밖에도 한자의 중국음을 고(古)·금(今)·정(正)·속(俗)으로 나누어 우리말로 기록한 《사성통해(四聲通解)》는 신숙주의 《사성통고》를 증보한 것으로 음운학과 국문학 발전에 기여하였다.
선조 초의 예천학자 권문해(權文海)는 단군 이래의 사실(史實)·인물·지리·문학·예술 등을 총망라, 운자순(韻字順)으로 배열한 고사사전을 편찬하여 《대동운부군옥(大東韻府群玉)》(20권)이라 했다. 이 책은 지금 남아 있는 가장 오랜 사전이며, 조선후기에 유행한 백과사전의 효시를 이룬다. 16세기의 문학은 사림이 처한 처지와 지방적 전통의 차이에서 여러 갈래 조류가 나타났다. 대체로 기호지방 출신의 사림이나 훈신들 가운데 한시·가사·시조 분야에서 뛰어난 재능을 보인 이가 많았다. 중종 때의 박상과 남곤·박은(朴誾)·이행, 명종·선조 때의 정사룡(鄭士龍)·노수신(盧守愼)·황정욱(黃廷彧) 등은 예리한 비판정신은 없었으나 고답적이고 격조 있는 시를 잘 써서 문명을 날렸으며, 선조 때의 담양인 송순(宋純)과 김인후·기대승의 문인인 정철(鄭澈)은 국문으로 가사를 지어 국문학의 새 경지를 열었다. 특히 정철은 강원도에서 관찰사를 지내면서 금강산을 비롯한 관동8경의 아름다움을 풍부한 우리말의 어휘를 구사하여 자랑스럽게 노래한 〈관동별곡(關東別曲)〉을 썼으며, 왕에 대한 충성심을 담은 〈사미인곡(思美人曲)〉 같은 것이 그것이다.
16세기 문학에서 또 하나 특이한 것은 관료와 사림을 다 함께 비판하고 나선 이른바 ‘방외인(方外人)’의 문학이다. 이들은 체제 밖에서 방랑하면서 기이한 행적을 남기고, 대체로 도가의 선술(仙術)이나 민간신앙을 받아들이면서 체제비판적인 시나 소설을 즐겨 썼다. 이미 15세기 말 김시습에게서 나타나기 시작한 방외인 문학은 16세기에 들어서자 홍유손(洪裕孫)·전우치·정희량(鄭希良)·정렴·정작·양사언(楊士彦)·어무적(魚無迹)·서기(徐起)·임제(林悌)·어숙권(魚叔權) 등이 나오면서 더 한층 이단적인 방향으로 흘러갔다.
아전 출신의 홍유손은 무오사화 때 화를 입고 노비가 되었다가 풀려나서 종적을 감추었는데, 단군·기자·영랑으로 이어지는 고유전통을 노래하는 시를 짓고 단군을 ‘단제(檀帝)’로 높여 부르기도 하였다.
개성 출신의 기인 전우치(田禹治)는 〈전우치전〉이라는 소설의 주인공으로 유명하거니와, 신라의 네 신선이 놀았다고 전해지는 강원도 고성의 삼일포(三日浦)의 선경을 시로 읊었다.
정희량도 무오사화 때 귀양 갔다가 풀려난 후 행적이 묘연한 기인인데 〈혼돈주가(混沌酒家)〉 등 무위자연의 도가 세계를 희망하는 시를 많이 썼다. 그는 임꺽정의 스승이라는 설도 당시에 퍼졌다. 정렴과 정작 형제는 아버지 정순붕이 명종 때 권신으로 악명을 얻은 것에 반발하여 도가(道家)에 귀의했는데, 두 사람의 시문집인 《북창고옥문집(北窓古玉文集)》은 조선후기 도가들 사이에 삼교일치의 사상으로서 추앙을 받았다. 금강산에 들어가 신선이 되었다고 전해지는 양사언의 시는 ‘선가(仙家)의 신품(神品)’이라고 알려져 있다.
어무적은 종을 어머니로 하여 양반의 서얼로 태어나, 연산군 시대 가난한 농민의 고통을 시로 읊은 〈유민탄(流民嘆)〉, 매화나무에까지 세금을 매긴 수령의 횡포를 풍자한 〈작매부〉 등을 남겼다. 서기는 종으로서 학문에 힘써 이지함 등 명사들과 교류했는데, 선비들의 마음을 짐승에 비유한 〈탄시(歎時)〉 등의 시를 남겼다. 임제는 속리산에 은거하던 성운(成運)에게서 학문을 배우고 문과에도 급제했으나 벼슬을 버리고 방랑하면서 〈원생몽유록(元生夢遊錄)〉, 〈수성지(愁城誌)〉, 〈화사(花史)〉, 〈서옥설〉 등의 소설과 천여 편의 시를 남겼다. 〈원생몽유록〉은 요·순·우·탕·무왕 등 중국의 성인을 만고의 죄인으로 몰아 성리학자들의 명분을 공박한 소설이며, 〈수성지〉는 천군(天君)을 주인공으로 하여 왕도정치의 허무함을 그려낸 소설이다. 〈서옥설〉은 탐욕스런 관리 등을 늙은 쥐에 비유하여 풍자한 우화소설이다. 임제는 죽을 때 “사해제국이 황제를 칭해 보지 않은 나라가 없는데, 조선만이 못해 보았다. 이런 나라에 태어났다가 죽어 가는데 슬퍼할 것이 있겠느냐?”라고 하면서 자손들에게 곡(哭)을 못하도록 하였다고 한다. 이 해학 속에는 성리학자들의 사대명분에 대한 비판의식이 담겨 있다.
한편, 서얼 출신의 어숙권은 〈패관잡기(稗官雜記)〉를 지어 문벌제도와 적서차별의 폐단을 그려냈다. 이달은 관기(官妓)의 몸에서 태어나 천덕꾸러기로 일생을 마친 삼당시인의 대표자로서 대표작 〈만랑무가(漫浪舞歌)〉는 신선의 세계를 향해서 칼춤을 추는 한 노인의 거동을 비상한 상상력과 벅찬 감격으로 묘사하여 현실로부터 탈출하려는 의지를 예술적으로 잘 표현했다.
서얼이나 노비와 같은 불우한 처지의 사람들이 문학창작에 나서는 풍조에 따라 규방 안에 갇혀 있는 부녀자들 사이에서도 훌륭한 작가들이 배출되었다.
서울과 인근지역의 이옥봉(李玉峰)·황진이(黃眞伊)·이계랑(李桂娘)·허난설헌(許蘭雪軒) 그리고 이이의 어머니 신사임당(申師任堂)은 대표적 작가이다. 특히 개성의 기녀(妓女)인 황진이는 개성의 아름다움을 노래한 〈박연(朴淵)〉, 그리고 소세양(蘇世讓)과의 이별을 노래한 〈청산리 벽계수〉 등 정감어린 시조를 많이 지어 큰 인기를 얻었다. 이옥봉은 양반의 첩으로서, 이계랑은 부안 기생으로서, 허난설헌은 허엽의 딸이자 허균의 누나로서, 신사임당은 이이의 어머니로서 각각 특이한 가정배경을 가지고 여성 특유의 모성애나 애정을 소재로 한 작품을 많이 창작했다. 그러나 허난설헌의 경우에는 신선의 세계를 동경하는 도가적인 사회성을 띤 작품도 적지 않다.
16세기 문학에서 나타난 불우한 처지에 있는 사람들의 새로운 문학경향은 이미 서울지방의 성리학이 차츰 변용되면서 조선후기 실학이 발생하게 되는 사상적 토대가 잡혀가고 있음을 보여준다.

## 조선 후기
양반 중심의 유교적 사회에 대한 항의는 사상 면에서만이 아니라 문학에서도 나타났다. 문학에서는 한글로 된 서민 문학이 특히 성하였다. 김만중 같은 평론가는 한글로 적은 문학이라야 진정한 문학이라고 주장하기도 하였다.
당시의 문학은 독창적 기교와 풍자적 수법을 발휘하여 박지원 등의 한문소설을 제외하고라도 유식한 광대들이 가장 민족적인 뉘앙스를 내포하고 있는 설화 가운데서 취재, 민족 문학의 특질이 잘 표현되어 있는 춘향전·흥부전·심청전과 같은 판소리 문학을 형성시켰던 것이다. 그와 같은 문학은 당대의 위정자나 상류사회의 이면생활을 폭로하고 풍자하는 독창적인 많은 작품을 낳게 하였으니, 《이춘풍전》, 《쥐전》, 《두껍전》 등이 모두 그런 유의 작품들이다.
또한 이 시기의 작가들은 남녀간의 애정문화를 다루는 데에도 종전의 중국적인 소재와 일부다처주의적인 봉건적 사고방식에서 탈피하여, 한 남성 대 한 여성 간의 진실한 애정문제를 다룬 소설이 많이 나왔으니, 《옥단춘전(玉丹春傳)》, 《이진사전(李進士傳)》 등이 그것이다.
시조에서도 18세기 후반기에 이르러서는 서민 감정을 나타내는 사설시조로 변하였으니, 사상적으로는 실학사상의 영향을 받았으며, 사회적으로는 평민계급들이 자기 각성을 한 시기였다.
이때에 배출된 평민 작가 중에서 특히 김천택의 《청구영언》, 김수장의 《해동가요》 등의 시조집은 서민 문학의 대표작이라 할 만하다.

## 같이 보기
- 조선
- 조선의 학문
- 조선 전기의 문학
- 조선 후기의 문학

## 참고 문헌
- 《글로벌 세계대백과사전》,  〈조선 왕조의 경제·사회적 구조〉
- 《글로벌 세계대백과사전》,  〈양반관료의 문화〉
- 《글로벌 세계대백과사전》,  〈양반문화의 융성〉
- 《글로벌 세계대백과사전》,  〈실학의 융성〉
- 《글로벌 세계대백과사전》,  〈서민예술〉